# Christian Ulrik Gyldenløve
Christian Ulrik Gyldenløve, född den 3 december 1611, död den 16 oktober 1640, var en dansk diplomat och militär. 

## Biografi
Christian Ulrik Gyldenløve var son till kung Kristian IV av Danmark och dennes älskarinna Kirsten Madsdatter. Han var farbror till Ulrik Fredrik Gyldenløve.
Gyldenløve sändes 1634–1639 i flera diplomatiska ärenden, bland annat till Spanska Nederländerna för att avsluta en handelsaffär, där blev han erbjuden att gå i spansk tjänst. Han ledde sedan ett kavalleriregemente, som mötte en överlägsen holländsk styrka i trakterna av Köln. Hans regemente trängdes in på en kyrkogård, där han blev ihjälskjuten.